# Robert P. Higgins
Robert P. Higgins (1932) es un zoólogo de invertebrados sistemático y ecólogo de crustáceos estadounidense. Se desempeñó como investigadores del Smithsonian Institution en donde comienza en 1968 como oceanógrafo. En dicha institución posteriormente se desempeñará como Director del Centro de Clasificación Marina del Mediterráneo de 1969-1971, Director del Programa de Limnología y Oceanografía de 1971-1974, Director Interino, Programa Internacional de Ciencias del Medio Ambiente en 1974; zoólogo Superior en 1974-1978, y Curador del Departamento de Invertebrados Zoología, el Museo Nacional de Historia Natural en 1978 -. Higgins se retiró en 1996.

## Publicaciones
- 1975: Occurrance of the genus Tanarctus Renaud-Debyser, 1959 in Northeastern Atlantic waters with a description of T. ramazzotti n. sp. (Arthrotardigrada).[2]

- 1983: The atlantic barrier reef ecosistema at Carrie Bow cay, Belize, II: Kinorhyncha.[3]

- 1984: A New Family of Arthrotardigrada (Tardigrada: Heterotardigrada) from the Atlantic Coast of Florida, U.S.A.[4]

- 1986: New Loricifera from southeastern United States coastal Waters.[5]

- 1988: Introduction to the Study of Meiofauna.[6]

## Taxones y especies descritas por Higgins
- Cryptorhagina Higgins, 1968
- Condyloderes Higgins, 1969
- Dracoderidae Higgins & Shirayama, 1990
- Dracoderes Higgins & Shirayama, 1990
- Nanaloricus gwenae Kristensen, Heiner & Higgins, 2007
- Neocentrophyes Higgins, 1969
- Neocentrophyidae Higgins, 1969
- Paracentrophyes Higgins, 1983
- Pliciloricidae Higgins & Kristensen, 1986
- Pliciloricus dubius Higgins & Kristensen, 1986
- Pliciloricus enigmaticus Higgins & Kristensen, 1986
- Pliciloricus gracilis Higgins & Kristensen, 1986
- Pliciloricus orphanus Higgins & Kristensen, 1986
- Pliciloricus profundus Higgins & Kristensen, 1986
- Pliciloricus Higgins & Kristensen, 1986
- Rugiloricus carolinensis Higgins & Kristensen, 1986
- Rugiloricus cauliculus Higgins & Kristensen, 1986
- Rugiloricus ornatus Higgins & Kristensen, 1986
- Rugiloricus Higgins & Kristensen, 1986
- Sphenoderes Higgins, 1969
- Sphenoderes indicus Higgins, 1969
- Zelinkaderes Higgins, 1990
- 'Zelinkaderidae' Higgins, 1990

## Taxones descritos en honor a Higgins
- Parastygarctus higginsi Renaud-Debyser, 1965
- Halicaris higginsi Newell, 1984
- Echinoderes higginsi Huys & Coomans, 1989
- Araphura higginsi Sieg & Dojiri, 1989
- Halicryptus higginsi Shirley & Storch, 1999
- Ptychostomella higginsi Clausen, 2004
- Fissuroderes higginsi Neuhaus & Blasche, 2006
- Typhlamphiascus higginsi Chullasorn 2009

## Abreviatura (zoología)
La abreviatura Higgins  se emplea para indicar a Robert P. Higgins como autoridad en la descripción y taxonomía en zoología.